# 陈彦之
陈彦之（1907年—2001年），男，辽宁法库人，中华人民共和国政治人物，曾任沈阳市人民委员会副市长，辽宁省政协副主席。